# 135 (nombre)
Cet article concerne le nombre 135. Pour l'année, voir 135.
135 (cent trente-cinq) est l'entier naturel qui suit 134 et qui précède 136.

## En mathématiques
Cent trente-cinq est :
- Un nombre Harshad.
- {\displaystyle 135=1^{1}+3^{2}+5^{3}\,}. (175, 518, et 598 ont aussi cette propriété).

## Dans d'autres domaines
Cent trente-cinq est aussi :
- 135 est le nom du standard de film 35mm, le format de film le plus populaire du monde.
- En astrologie, lorsque deux planètes sont distantes de 135 degrés, elles sont dans un aspect astrologique appelé un sesquiquadrant. Cet aspect fut utilisé en premier par Johannes Kepler.
- La désignation d'une route secondaire de l'Interstate 35, qui conduit à Topeka dans le Kansas.
- Années historiques : -135, 135.
- Ligne 135 (Infrabel).